# Zandburen (Smallingerland)
Zandburen (Fries: Sânbuorren) is een voormalige buurtschap in de gemeente Smallingerland, in de Nederlandse provincie Friesland. Zandburen lag op de plek van het huidige dorp Kortehemmen, ten westen van de A7. Het dorp Kortehemmen lag toen meer naar het zuidoosten.
Vanaf 1664 werd de plaats vermeld als Sanbuyren, Sand Buiren, Zandburen en Zandeburen. De plaatsnaam verwijst naar een nederzetting (buren) op een zandigere grond.